# Martin Löpelmann

Martin Löpelmann

Martin Franz Wilhelm Löpelmann (* 6. April 1891 in Berlin; † 25. Februar 1981 in Berlin-Reinickendorf) war ein deutscher Politiker (NSDAP) und Philologe.

## Leben und Wirken
Martin Franz Wilhelm Löpelmann wurde als erster Sohn des Eisenbahn-Stations-Assistenten Paul Arnold Löpelmann und seiner Ehefrau Marie Emilie Selma, geborene Graefe am 6. April 1891 in der Langestraße 38 in Berlin geboren. Löpelmann besuchte die Volksschule und das Gymnasium zum Grauen Kloster in Berlin. Nach dem Abitur 1909 studierte Löpelmann Philologie an der Friedrich-Wilhelms-Universität in Berlin und  promovierte 1913 zum Dr. phil. 1914 legte er das Staatsexamen für das höhere Lehramt ab. Er heiratete am 16. Oktober 1920 vor dem Standesamt Schöneberg Auguste Marie Frieda, geborene Blaschay. Aus dieser Ehe ging der Regisseur, Bühnenbildner, Maler, Bildhauer und Schriftsteller Götz Loepelmann hervor.
Am Ersten Weltkrieg nahm Löpelmann 1914 für kurze Zeit als Angehöriger vom Jäger-Regiment zu Pferde Nr. 4, Landwehrinfanterieregiment Nr. 12 und Landinfanterieregiment Nr. 1, teil. Nach Kriegsende unterrichtete Löpelmann von 1919 bis 1933 als Studienrat an einem Gymnasium in Berlin-Schöneberg. Seine Unterrichtsfächer waren Fremdsprachen und ohne Studium Biologie.

### Politische und Ministerialkarriere
Zunächst gehörte er der DNVP an und ab 1926 dem Bund Wiking, wo er Gruppenleiter wurde.
Zum 1. April 1928 trat Löpelmann in die NSDAP ein (Mitgliedsnummer 80.525). In den folgenden Jahren liefen mehrere Strafverfahren gegen Löpelmann wegen republikfeindlicher und antisemitischer Äußerungen. Von November 1929 bis 1933 war Löpelmann Stadtverordneter in Berlin. Auch leitete er die Ortsgruppe des NSLB.
Bei der Reichstagswahl vom September 1930 wurde Löpelmann als Kandidat seiner Partei für den Wahlkreis 3 (Potsdam II) in den Reichstag gewählt, dem er zunächst bis zum Mai 1932 angehörte. Im November 1933 kehrte Löpelmann als Vertreter des Wahlkreises 4 (Potsdam I) in den nationalsozialistischen Reichstag zurück, dem er nun bis zum März 1936 angehörte. Von 1932 bis 1933 war Löpelmann Mitglied des Preußischen Landtages.
Nach 1933 war Löpelmann Ministerialrat im preußischen Kultusministerium, ab 1935 Ministerialdirigent im Reichsbildungsministerium, wo er die Abteilung für Höhere Schulen leitete. Er übernahm in der anerkannten Kant-Gesellschaft eine führende Rolle bis zur Auflösung 1938. In den ersten Jahren der nationalsozialistischen Herrschaft war Löpelmann in eine Dauerauseinandersetzung mit dem Reichsjugendführer Baldur von Schirach verwickelt, den er als „alte Jungfer“ beschimpfte und dessen Erziehungsgrundsatz „Jugend führt Jugend“ er ablehnte. In der Folge wurde 1936 wegen parteischädigenden Verhaltens ein Parteiausschlussverfahren gegen Löpelmann eingeleitet, in dem er zunächst nur verwarnt wurde. Zu den Vorwürfen gehörte zu viel Rücksicht auf behinderte Kinder. Die Abteilung für höhere Schule musste er abgeben. 1938 wurde Löpelmann auf Anweisung Hitlers endgültig aus der Partei ausgeschlossen und in den Ruhestand versetzt.

### Nach 1945
Bereits vor 1945 und bis zum Tode wirkte er als Übersetzer und Herausgeber von Sagen und Lyrik. So übertrug er, unter anderem, Texte von François Villon (Mädchen in den Schänken, vertont und gesungen von Reinhard Mey) ins Deutsche.

## Schriften
- Das Weihnachtslied der französischen und übrigen romanischen Völker, Dissertation Berlin 1913, Erlangen 1913
- Liederhandschrift des Cardinals de Rohan, Göttingen 1923
- Die deutschen Mundarten, Dresden 1927
- Atlas der heimischen geschützten Raubvögel, Berlin 1927
- Abriss einer vergleichenden Lautlehre des Deutschen, Englischen, Französischen und Italienischen, Dümmler, Berlin 1929
- National-Sozialismus, zus. mit Bernd Lembeck, 1931
- Erziehung und Unterricht an der höheren Schule : ein Handbuch fur die Praxis, Diesterweg, Frankfurt am Main 1936
- mit Hans Röhl, Georg Rathke: Erziehung und Unterricht an der höheren Schule ein Handbuch für die Praxis 5, Biologie : zur Gestaltung des Unterrichts in Erblehre, Bevölkerungspolitik, Familienkunde, Rassenkunde und Erbpflege, Diesterweg, Frankfurt am Main 1938
- Hrsg.: Wege und Ziele der Kindererziehung unserer Zeit. In Verbindung mit berufenen Fachleuten des Erziehungswesens. 2. veränd. Aufl. Leipzig 1936
- Mein griechisches Liederbuch : eine Sammlung altgriechischer Lyrik, Zürich 1949
- Keltische Sagen aus Irland, Piper, München 2005, ISBN 3-492-24045-3 (zuerst: Erinn, Brünn 1944)
- Etymologisches Wörterbuch der baskischen Sprache. Dialekte von Labourd, Nieder-Navarra und La Soule., 2 Bände, Walter de Gruyter & Co, Berlin 1968